# مارشال غرانت
مارشال غارنيت غرانت (بالإنجليزية: Marshall Grant)‏ (5 مايو 1928 – 7 أغسطس 2011) عازف باس غيتار وكونترباس وكان ضمن فرقة تينيسي تو الأصلية التي عزفت خلف المغني جوني كاش. كما عمل غرانت كمدير لكاش وجولاته الفنية.

## بدايات حياته
ولد غرانت في برايسون سيتي وتربى في مدينة بسمر في ولاية نورث كارولينا. أبوه هو ويلي لياندر غرانت (1888-1968) وماري إليزابيث سيموندس (1895-1965)، وكان ترتيبه التاسع بين اثني عشر طفلا. تزوج مارشال غرانت من إيتا ماي ديكرسون في 9 نوفمبر 1946، وأنجب منها ابنا واحدا يدعى راندي.
استقر غرانت وزوجته في مدينة ممفيس في عام 1947. عمل غرانت كميكانيكي. أولًا في شركة واغنر للفرامل، ثم في شركة سي إم بوث موتور، ثم في شركة أتوموبيل سيلز لمبيعات السيارات في ممفيس. وخلال هذا الوقت التقى بزميله لوثر بيركنز وروي كاش البكر، الأخ الأكبر لجوني كاش. عاد جوني كاش إلى ممفيس بعد أدائه الخدمة العسكرية في سلاح الجو، وكان غرانت وبيركنز وكاش يغنون ويعزفون الإيتار معاً، وانضم إليهم زميل آخر يدعى ريد كيرنودل وكان يعزف على الإيتار الحديدي. عزف غرانت نفسه على الكونترباس بعد أن رأت المجموعة أن يعزف على آلة جهورية، وأن يعزف بيركنز على الإيتار الرئيسي. خلال فترة تشكيل المجموعة، استخدم كاش غيتار من علامة مارتن والذي كان ملك غرانت، وظل يستعين به في العروض وكتابة الأغاني لسنوات عديدة بعد ذلك.
كان غرانت جزءًا مهمًا من إيقاع موسيقى جوني كاش، والذي كان علامة مميزة في موسيقى الكانتري. سجل غرانت مع كاش من عام 1954 حتى عام 1980. كما تطوع بتحمل مسؤوليات إدارة جولات كاش. عزف غرانت خلال مسيرته على كمان الكونتر باس من صنع علامة إبيفون والباس غيتار الكهربائي من علامة فندر وإبيفون وميكرو فريتس. كما رعى أجهزة ميكرو فريتس ومكبرات صن. لفترة قصيرة في أوائل السبعينيات.

## المشاكل القانونية مع كاش
تسببت مشاكل كاش المتكررة مع المخدرات إلى شقاق داخل فريقه وقام كاش بفصل غرانت. في ذلك الوقت، اكتشف غرانت أن كاش اختلس أموال تقاعد غرانت ولوثر بيركنز. 
في عام 1980، رفع غرانت دعوى ضد كاش بسبب الفصل التعسفي واختلاس أموال التقاعد. كما تم النظر في دعوى قضائية للتشهير ضد كاش. في دعوى موازية، رفعت بنات لوثر بيركنز من زواجه الأول دعوى ضد كاش بسبب اختلاس أموال التقاعد. في نهاية المطاف تم تسوية الدعويين خارج المحكمة. 
رغم المعارك القانونية المريرة بينهما، فقد تصالح الرجلان فيما بعد.  أكد غرانت أنه كان أقرب أصدقاء كاش، كما لعب دورًا مهمًا في مساعدة كاش عندما تهددت حياة الأخير ومسيرته بسبب المخدرات.  ظهر غرانت لآخر مرة على المسرح مع كاش في عام 1999 كعضو أصلي في فريق تينيسي تو.

## المهنة اللاحقة
قام جرانت بإدارة فريق ستاتلر براذرز حتى تقاعدهم في عام 2002.  عاش آخر حياته في هيرناندو، ميسيسيبي مع زوجته. 
نشر غرانت سيرة ذاتية بعنوان «كنت هناك عندما حدث الأمر: حياتي مع جوني كاش» في أكتوبر 2006. ويروي قصة الفريق من بداياتهم وارتقائهم للشهرة.
وضع غرانت آلته الموسيقية في متحف بروكس في ممفيس في أغسطس 2010.
أغنية "Eta's Tune" من ألبوم The River and the Thread للمغنية روزان كاش، الذي تم إصداره عام 2014، تم إهداؤها لغرانت وزوجته.

## سباق الزوارق السريعة
امتلك قرانت عددا من الزوارق السريعة وسابق بها. وضمت فرقه سائقين معروفين في هذه الرياضة مثل ديك بوند وتشارلي بيلي وبيلي سيبولد. في كثير من الأحيان، كان أعضاء فرقة جوني كاش يعملون في طاقم القيادة. كانت قوارب غرانت المميزة تحمل أسماء لبعض من أغاني كاش الشهيرة.

## السير على الخط
لعب الممثل لاري باجبي دور مارشال غرانت في فيلم السير على الخط الذي صدر عام 2005.'

## الوفاة
توفي مارشال غرانت عن عمر يناهز 83 عامًا في 7 أغسطس 2011 بينما كان في جونزبورو، أركنساس يحضر مهرجانًا في منزل طفولة جوني كاش. 

## روابط خارجية
- مارشال غرانت على موقع IMDb (الإنجليزية)
- مارشال غرانت على موقع ميوزك برينز (الإنجليزية)
- مارشال غرانت على موقع أول ميوزيك (الإنجليزية)
- مارشال غرانت على موقع ديسكوغز (الإنجليزية)